# Austin a Ally (2. řada)
- Tato sezóna měla 26 epizod, z toho jeden speciální cross-overový díl se seriálem JESSIE.
- Epizody nebyly vysílány v pořadí produkce.
- V USA byla tato sezóna vysílána v období od 7.10.2012 do 29.9.2013.
- V ČR byla tato sezóna vysílána v období od 6.4.2014 do 22.3. 2015.
- Ross Lynch, Laura Marano, Raini Rodriguez a Calum Worthy účinkovali ve všech epizodách.

| # seriálu | # sezóny | Anglický název                            | Český název                                 | Premiéra v USA     | Premiéra v ČR     | Produkční číslo |
| 20 | 1        | Costumes & Courages                       | Kostýmy & Odvaha                            | 7. října 2012      | 6. dubna 2014     | 201             |
| Jimmy Starr pozval Austina na Halloweenskou párty, kde má zazpívat duet s Taylor Swift, ale Austin si myslí, že píseň jí byla prodána a dopis, do kterého vypsal svou frustraci omylem pošle Jimmymu. Na párty tak potřebuje zprávu vymazat. Trish a Dez se zatím stávají lovci duchů a Ally Taylor v převleku. Píseň: "Don't Look Down" Hostující hvězdy: Richard Whiten jako Jimmy Starr, Cole Sand jako Nelson, Troy Osterberg jako Ethan |          |                                           |                                             |                    |                   |                 |
| 21 | 2        | Backups & Breakups                        | Tanečníci & Rozchody                        | 14. října 2012     | 13. dubna 2014    | 202             |
| Trishin kluk, Trent, se chce stát tanečníkem při Austinových vystoupeních, ale vztah s Trish spolu před ostatními tají, protože nechtějí, aby to ovlivnilo rozhodnutí Ally, Deze a Austina. Když ale Ally zjistí, že Trent flirtuje s jinou dívkou, rozhoduje se, jestli říci Trish pravdu. Hostující hvězdy: Julia Campbell jako Penny Dawson, Trevor Jackson jako Trent, Mike McCafferty jako pan Conley, Jaida-Iman Benjamin jako Becky, Minor Terazza jako Roger |          |                                           |                                             |                    |                   |                 |
| 22 | 3        | Magazines & Made-Up Stuff                 | Časopisy & Výmysly                          | 28. října 2012     | 20. dubna 2014    | 205             |
| Trish zajistí Austinovi titulní stranu prestižního časopisu, ale při vyplňování dotazníku zfalšuje údaje, aby byl Austin víc cool. Jenže, když si novináři chtějí ověřit pravost dotazníku, je Austin nucený podstoupit plno zkoušek, aby nebyl bulvárem prohlášen za lháře. Píseň: "The Butterfly Song", "Who I Am" Hostující hvězdy: Aubrey K. Miller jako Meagan Simms, Carrie Wampler jako Brooke, Madison McMillin jako evropský model |          |                                           |                                             |                    |                   |                 |
| 23 | 4        | Parents & Punishments                     | Rodiče & Tresty                             | 4. listopadu 2012  | 27. dubna 2014    | 206             |
| Ally omylem věnuje všechny nástroje ze Sonic Boom Nelsonově škole, kterou poškodily povodně. Musí tak získat 10 000 $, aby kooupila nové, než to její otec zjistí. Parta jí chce samozřejmě pomoci, ale problém nastane, když Austin dostane zaracha. Píseň: "Better Together", "Heart Beat" Hostující hvězdy: Cole Sand jako Nelson, Jill Benjamin jako Mimi Moon, John Henson jako Mike Moon, Aubrey K. Miller jako Megan Simms, Andy Milder jako Lester Dawson, Monica Smith jako paní Ingram |          |                                           |                                             |                    |                   |                 |
| 24 | 5        | Crybabies & Cologne                       | Ufňukánci & Kolínská                        | 11. listopadu 2012 | 4. května 2014    | 203             |
| Když Ally odmítne napsat píseň pro Trenta, ukradne si ho a stejně jako Austin se stává senzací. Jenže postupně tím začne krást Austinovi život. Parta se musí postarat o to, aby Trentova sláva hodně rychle zašla. Píseň: "Got It 2" Hostující hvězdy: Trevor Jackson jako Trent, Brandon J. Sornberger jako Bee Whisperer, Alexander Walsh jako Dex, Renee Percy jako Wanda Watson, Michael McCafferty jako pan Conley Claudia DiFolco jako moderátor Entertain Me Tonight |          |                                           |                                             |                    |                   |                 |
| 25 | 6        | Austin & Jessie & Ally: All Star New Year | Austin & Jessie & Ally: Nový rok plný hvězd | 7. prosince 2012   | 12. prosince 2014 | 211             |
| Trish plní Austinovi životní sen a on má vystupovat na Times Square při novoročních oslavách. Jenže cesta na vrchol je trnitá, a tak nakonec Austinovi musí pomáhat i newyorská chůva Jessie s Austinovou oddanou fanynkou Emmou. Píseň: "Christmas Soul", "Can You Feel It" Speciální hostující hvězdy: Debby Ryan jako Jessie Prescott, Peyton List jako Emma Ross Hostující hvězdy: Richard Whiten jako Jimmy Starr, Jill Basey jako stará pasažérka, Jet Jurgenmeyer jako Stevie, Justin Uretz jako policista, Ryan Bollman jako Tommy Clarkson J.R. Nutt jako Tim Poznámky: Tato epizoda je první polovinou 46minutového novoročního speciálu, kdy se prokřížili dva seriály - Jessie a Austin & Ally. |          |                                           |                                             |                    |                   |                 |
| 26 | 7        | Ferris Wheels & Funky Breath              | Kolotoče & Dech                             | 13. ledna 2013     | 11. května 2014   | 204             |
| Dez točí nové Austinovo hudební video v produkci Starrs Music a najímá Kiru jako Austinovu dívku ve videu. Pak ale zjistí, že Kira má zajímavou nemoc, která je pro natáčení dost rušivá a pokouší se najít různé cesty, jak se Kiry zbavit, ale ona je Jimmyho dcera! Píseň: "No Ordinary Day" Hostující hvězdy: Richard Whiten jako Jimmy Starr, Kiersey Clemons jako Kira Starr, Sophia Cruise jako Sydney |          |                                           |                                             |                    |                   |                 |
| 27 | 8        | Girlfriends & Girl Friends                | Holky & Skoroholky                          | 27. ledna 2013     | 18. května 2014   | 207             |
| Austin by rád randil s Kirou, ale ona si myslí, že má něco s Ally. Austin ji přesvědčí, že to tak není a chce nachystat perfektní rande, a tak prosí o pomoc Ally. Když si udělají takové rande nanečisto, Ally si uvědomí, že Austina miluje a svěří se s tím Trish. Hostující hvězdy: Kiersey Clemons jako Kira Starr, Russ Marchand jako Jett Deely, Stefan Niemczyk jako Vinny |          |                                           |                                             |                    |                   |                 |
| 28 | 9        | Campers & Complications                   | Táborníci & Tajné city                      | 17. února 2013     | 25. května 2014   | 208             |
| Ally si nepřipouští, že Austina miluje a vítaným rozptýlením je pro ni příjezd její první lásky - Elliota. Austin ale neskrývaně žárlí, což se nelíbí Kiře, která mu dává čas na rozmyšlenou, jestli má rád ji nebo Ally. Austin se svěřuje Dezovi, že má rád Ally. Ta zjišťuje, že s Elliotem nemá nic společného. Hostující hvězdy: Kiersey Clemons jako Kira Starr, Cody Allen Christian jako Elliot |          |                                           |                                             |                    |                   |                 |
| 29 | 10       | Chapters & Choices                        | Nové kapitoly & Rozhodnutí                  | 24. února 2013     | 13. července 2014 | 209             |
| Austin je zmatený ve svých citech ke Kiře a Ally a neví, co dělat. Dez mu radí, aby se prostě rozhodl a on tak volí Kiru. Ally si po návratu své matky uvědomuje, že je na čase se v životě postavit i zlým věcem, a tak s velkou Austinovou pomocí překoná svůj strach z vystupování… A ti dva se políbí… Píseň: "You Can Come to Me" Hostující hvězdy: Kiersey Clemons jako Kira Starr, Andy Milder jako Lester Dawson, Julia Campbell jako Penny Dawson |          |                                           |                                             |                    |                   |                 |
| 30 | 11       | Partners & Parachutes                     | Parťáci & Padáky                            | 17. března 2013    | 20. července 2014 | 210             |
| Austin si uvědomil, že doopravdy miluje Ally a snaží se nějak šetrně rozejít s Kirou. Ally zatím nechce na Austina myslet a chce se po překonání strachu zaměřit na svou kariéru s pomocí Trish. Dez radí Austinovi, aby si Ally získal nějakým romantickým gestem. A přes první nezdar se povede a Auslly je skutečností. Píseň: "I Think About You" Hostující hvězdy: Kiersey Clemons jako Kira Starr, Andy Milder jako Lester Dawson, Aubrey K. Miller jako Megan Simms, Richard Whiten jako Jimmy Starr, Julia Campbell jako Penny Dawson Poznámky: Tato epizoda je přímým pokračováním předchozí epizody.                                                                                              |          |                                           |                                             |                    |                   |                 |
| 31 | 12       | Freaky Friends & Fan Fiction              | Podivíni & Povídky                          | 7. dubna 2013      | 13. září 2014     | 217             |
| Potom, co Trish, Austin, Ally a Dez najedou kouzelný psací stroj, padne do padoušských rukou jistého Chucka, který jej užívá k šílenostem jako výměně těl mezi partou, znemožňování Austinovi tancovat. Všichni tak musí spojit síly a Chucka zastavit. Hostující hvězdy: Andy Milder jako Lester Dawson, John Paul Green jako Chuck, Cassidy Ann Shaffer jako Kimmy the Cheerleader, Micheal Cohen jako pan Gower, Willem Dafoe jako Abraham Lincoln |          |                                           |                                             |                    |                   |                 |
| 32 | 13       | Couples & Careers                         | Páry & Kariéry                              | 5. května 2013     | 20. září 2014     | 212             |
| Austin a Ally zjišťují, že jako pár se tolik bojí o city druhého, že si nedokáží nic vytknout, ani při skládání písní, čímž ohrožují své kariéry. Trish a Dez zatím dělají film, s kterým chtějí vyhrát soutěž. Austin a Ally se rozcházejí jako nejlepší přátelé a partneři, na to být pár ještě nejsou připraveni. Hostující hvězdy: Matt Cook jako Al the Magnificent, Mark Gagliardi jako pan Hyde |          |                                           |                                             |                    |                   |                 |
| 33 | 14       | Spas & Spices                             | Lázně & Koření                              | 19. května 2013    | 27. září 2014     | 213             |
| Trish získává práci v lázních, a tak před focením zve na nějaké procedury i Ally. Jenže vše se změní v katastrofu, když procedury na Ally nemají takový účinek, jaký by mít měly. Dez se zatím připravuje na chili souboj s Chuckem, ale do jedné z omáček spadne Austinovi Allyin náhrdelník od babičky. Hostující hvězdy: John Paul Green jako Chuck, Brandon Gibson jako hlavní chili porotce, Anastasia Basil jako madam Trinka, Cole Sand jako Nelson |          |                                           |                                             |                    |                   |                 |
| 34 | 15       | Solos & Stray Kitties                     | Sóla & Stray Kitties                        | 2. června 2013     | 12. října 2014    | 214             |
| Ally je úspěšná v snaze získat kontrakt na nahrávání, ale po zjištění, že se má jednat o nahrávání ve společnosti kapely Stray Kitties, odmítá, ale manažerka Val jí to nedovoluje. Austin, Trish a Dez se jí tak snaží ze situace dostat. Dez se zatím snaží okouzlit holky díky Austinovým radám. Píseň: "You Can Come to Me", "Pillow Fight" Hostující hvězdy: Skyler Vallo jako Country Kitty, Kimberly Whalen jako Glamour Kitty, Saidah Arrika Ekulona jako Val Crawford |          |                                           |                                             |                    |                   |                 |
| 35 | 16       | Boy Songs & Badges                        | Klučičí písně & bobříci                     | 8. června 2013     | 18. října 2014    | 218             |
| Ally je ve skluzu a nestíhá do termínu napsat ani své vlastní písně, tak se Austin rozhodne ji nerušit a snaží se napsat píseň sám. Trish se zatím stává „hlavou“ skautů a Dez se snaží získat bobříky, které v dětství získat nedokázal. Píseň: "Pioneer Rangers Song" Hostující hvězdy: Cole Sand jako Nelson, Russ Marchand jako Jett Deely, Devan Leos jako JJ De la Rosa |          |                                           |                                             |                    |                   |                 |
| 36 | 17       | Tracks & Troubles                         | Skladby & Problémy                          | 23. června 2013    | 25. října 2014    | 216             |
| Jimmy nabídl smlouvu vlastní dceři - Kiře a po Ally žádá, aby mu prodala svou píseň, což ona ale odmítá, protože je o ní samotné. Austin ale nedopatřením později zničí Kiřino nahrávání, takže dostane padáka. Ally ve snaze vše napravit, píseň Kiře dá, ale ta se rozhodne jinak. Allyino i Kiřino gesto Austina zachrání a navíc přinese smlouvu pro Ally. Píseň: "Finally Me" Hostující hvězdy: Kiersey Clemons jako Kira Starr, Richard Whiten jako Jimmy Starr |          |                                           |                                             |                    |                   |                 |
| 37 | 18       | Viral Videos & Very Bad Dancing           | Videa & Velmi špatný tanec                  | 14. července 2013  | 1. listopadu 2014 | 219             |
| Ally je nominovaná jako nová vycházející celebrita, a tak spolu s Trish, Austinem a Dezem vyráží na párty, kde je ale Jeanem Paulem Paul-Jeanem varována, že by rozhodně neměla tancovat na veřejnosti. Píseň: "The Ally Way" Hostující hvězdy: Arturo Del Puerto jako Jean Paul Paul-Jean, Marie jako tanečník, Duncan Tran jako B-Boy |          |                                           |                                             |                    |                   |                 |
| 38 | 19       | Tunes & Trials                            | Melodie & Soudy                             | 19. července 2013  | 1. února 2015     | 220             |
| Austin napsal píseň o dívce a všichni se teď ptají, kdo je ona opěvovaná. Pak se ale objeví Val a tvrdí, že jí Austin píseň ukradl. Trish a Dez tak případ dovedou až k soudu, kde předvedou právnické metody z jejich oblíbeného pořadu a dostanou tak z Austina, že píseň je o Ally, kterou pořád miluje. Píseň: "Steal Your Heart" Hostující hvězdy: Kiersey Clemons jako Kira Starr, Carrie Wampler jako Brooke, Madison McMillin jako evropský model, Saidah Arrika Ekulona jako Val Crawford, Gregg Daniel jako soudce |          |                                           |                                             |                    |                   |                 |
| 39 | 20       | Future Sounds & Festival Songs            | Budoucnost hudby & festival písní           | 28. července 2013  | 8. února 2015     | 226             |
| Austin si chce ulehčit práci na nové písni prostřednictvím nejmodernější technologie. Pak ale zjišťuje, když upadne do snění o budoucnosti, že vše je tak jednoduché a prosté, že využívání moderní techniky zničí v lidech přirozenost. Píseň: "Timeless" Hostující hvězdy: Richard Whiten jako Jimmy Starr, Cole Sand jako Nelson |          |                                           |                                             |                    |                   |                 |
| 40 | 21       | Sports & Sprains                          | Sporty & úrazy                              | 4. srpna 2013      | 15. února 2015    | 221             |
| Týden kroužků pohltí i partu, a tak se Austin dává k basketbalistům, Trish píše do školních novin a Dez se stává roztleskávačem při vidině výhry 1000 $. Jimmy ale zakazuje Austinovi basketbal, aby se nezranil. Ally mu pomáhá, aby mohl v týmu získat, ale naneštěstí si Austin vyvrátí kotník. Píseň: "Living in the Moment" Hostující hvězdy: John Paul Green jako Chuck, Whiten jako Jimmy Starr, Cassidy Ann Shaffer jako Kimmy, Gui DaSilva-Greene jako tanečník, Ashley Leilani jako roztleskávačka, Chelsea O'Toole jako roztleskávačka |          |                                           |                                             |                    |                   |                 |
| 41 | 22       | Beach Burns & Bling                       | Plážový povalování & cetky                  | 11. srpna 2013     | 22. února 2015    | 215             |
| Austin zjistí, že jeho starý rock’n’rollový hrdina Jackson Lowe hraje za peníze v obchoďáku. Přesvědčí Trish, Deze a Ally, aby mu pomohli s Jacksonovým comebackem. Ale všechny vrtochy v hlavě bývalé star situaci nesčetněkrát změní. Píseň: "I Got That Rock n' Roll" Hostující hvězdy: Paul Zies jako Jackson Lowe, Amanda Leighton jako Bonnie |          |                                           |                                             |                    |                   |                 |
| 42 | 23       | Family & Feuds                            | Rodina & spory                              | 1. září 2013       | 7. března 2015    | 223             |
| Austin, Ally a Trish pomáhají Dezovi s přípravami narozeninové párty pro jeho sestru, Didi. Když ale zjistí, že Didi chodí s Dezovým úhlavním nepřítelem Chuckem, nevědí, co dělat. Hostující hvězdy: John Paul Green jako Chuck, Jamie Kaler jako Dennis, Vicki Lewis jako Donna, Galadriel Stineman jako Didi |          |                                           |                                             |                    |                   |                 |
| 43 | 24       | Moon Week & Mentors                       | Austinův týden a porotci                    | 15. září 2013      | 8. března 2015    | 222             |
| Austin a Ally jsou pozvání k porotcování soutěže, která oslavuje týden Austina Moona. Ally bere sobě podobné soutěžící pod ochranná křídla. Trish a Dez zatím připravují co největší plakáty, aby byli vidět v televizi. Píseň: "Don't Look Down", "Who I Am", "Unstoppable", "I Got That Rock n' Roll" Hostující hvězdy: Sabrina Carpenter as Lucy, Bailey jako Chloe, Halle Bailey jako Halle, Marchand jako Jett Deely, Del Puerto jako Jean Paul-Paul Jean, Saidah Arrika Ekulona jako Val Crawford, Janelle Marie as tanečnice, Maddie Simpson jako Agnes, Tyler Shamy jako Clayton |          |                                           |                                             |                    |                   |                 |
| 44 | 25       | Real Life & Reel Life                     | Skutečný život & filmový život              | 22. září 2013      | 15. března 2015   | 224             |
| Dez a Trish natáčí film o Austinovi a Ally, ale výběrem špatných momentů jejich přátelství a partnerství je rozdělí a ti dva jsou na sebe naštvaní. S Trish tak najdou jejich nejvýznamnější moment, kdy se Ally zbavila strachu z vystupování a dopadne naprosto stejně jako tehdy. Usmíří se a políbí… Píseň: "You Can Come To Me" Hostující hvězdy: Tamiko Brownlee jako ninja, Travis Wong jako ninja |          |                                           |                                             |                    |                   |                 |
| 45 | 26       | Fresh Starts & Farewells                  | Nové začátky & Loučení                      | 29. září 2013      | 22. března 2015   | 225             |
| Všichni se připravují na Austinovo první celostátní turné, ale po účinkování na akci dostává Ally nabídku, aby definitivně nastartovala svojí hudební kariéru. Stojí tak před velkým rozhodnutím - budovat svou kariéru, nebo být s partou… potažmo Austinem? Nakonec se Ally rozhodne pro svou kariéru a musi se rozloučit s Dezem, Trish a hlavně s Austinem. Píseň: "The Me You Don't See", "Better Than This","Illiusion" Hostující hvězdy:Richard Whiten jako Jimmy Starr, Sunkrish Bala jako Roger Dunlap, Joe Rowley jako Ronnie Ramone |          |                                           |                                             |                    |                   |                 |